# John Spence
John Francis Spence, né le 3 février 1969 à Anaheim, en Californie, et mort le 21 décembre 1987 dans la même ville, est un chanteur américain, fondateur du groupe No Doubt.
Le 21 décembre 1987, à l'âge de 18 ans, Spence s'est suicidé en se tirant une balle avec une arme à feu dans un parc situé à Anaheim, en Californie. Le groupe a appris son décès quelques jours avant qu'ils ne jouent au The Roxy Theatre à Hollywood. Il aurait mis fin à ses jours à cause de la pression trop importante qu’il supportait en tant que leader du groupe.
Après leur concert au Roxy Theatre, les membres restants du groupe annoncèrent leur dissolution. Ils se ravisèrent et décidèrent de continuer. Le groupe le remplaça par Alan Meade. Mais ce dernier ne resta pas longtemps, juste assez cependant pour écrire la chanson « Dear John », en hommage à John Spence. Finalement, c’est Gwen Stefani qui prit définitivement la place de leader.